# Hannah Free
Pour plus de détails, voir Fiche technique et Distribution.
Hannah Free est un film américain réalisé par Wendy Jo Carlton, sorti en 2009.

## Fiche technique
- Titre : Hannah Free
- Réalisation : Wendy Jo Carlton
- Scénario : Claudia Allen
- Production : Ripe Fruit Films
- Musique :
- Langue : Anglais américain
- Pays d'origine :  États-Unis
- Lieux de tournage : Chicago, Illinois, États-Unis
- Genre : Drame
- Durée : 86 minutes
- Date de sortie :
  -  États-Unis
    - 10 juillet 2009 (Outfest Film Festival)
    - 11 décembre 2009

  -  Allemagne 25 juin 2010
  -  Royaume-Uni 2 juillet 2010

## Distribution
- Sharon Gless : Hannah âgée
- Maureen Gallagher : Rachel âgée
- Kelli Strickland : Hannah adulte
- Ann Hagemann : Rachel adulte
- Taylor Miller : Marge
- Quinn Coleman : Marge enfant
- Jax Jackson : Greta
- Uncle Alice
- Adario Backus
- Marcy Baim
- Dolly Baruch
- Dana Bernadine
- Sharon Brown
- Elaine Carlson
- Alice Cooperman